# Względna skuteczność biologiczna

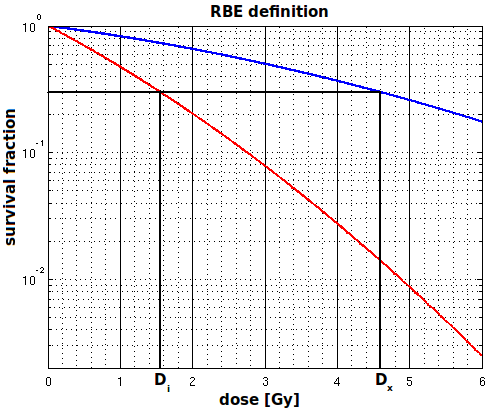
Definicja WSB:
Dane dla linii komórkowej CHO-K1 naświetlanych fotonami (niebieska linia) i jonami węgla(czerwona linia).

Względna skuteczność biologiczna (WSB - ang. RBE - Relative biological effectivness) współczynnik używany w radiobiologii do określenia skuteczności oddziaływania danego promieniowania względem promieniowania X. WBS jest czynnikiem empirycznym, obliczonym na podstawie wielu pomiarów.
Zgodnie z zaleceniami ICRU względną skuteczność biologiczną definiujemy jako iloraz dawki referencyjnej {\displaystyle D_{X}} i dawki promieniowania testowego {\displaystyle D_{T}} dającego ten sam efekt biologiczny:
{\displaystyle RBE={\frac {D_{X}}{D_{T}}}}
Różnice WSB dla różnego rodzaju promieniowania jonizującego mogą być tłumaczone różną strukturą mikroskopowych śladów w materii oraz różnym sposobem oddziaływania na DNA komórek.
W przypadku naświetlania cząstkami słabojonizującymi takimi jak fotony czy elektrony efekt biologiczny zależy jedynie od zdeponowanej całkowitej dawki. W przypadku cząstek o wysokiej zdolności jonizacyjnej końcowy efekt biologiczny zależy również od energii kinetycznej i stopnia jonizacji.